# Cálculo visual

Teorema de Mamikon: el área de los distintos conjuntos de piezas tangentes es la misma. En este caso, la curva original de la que se han extraído las piezas tangentes es un semicírculo.

El cálculo visual, inventado por Mamikon Mnatsakanian (conocido como Mamikon), es un enfoque para resolver gráficamente varios tipos de problemas de cálculo integral. Muchos problemas que de otra manera parecerían bastante difíciles, se solucionan gracias a este método con apenas una línea de cálculo. Estos sorprendentes resultados estarían relacionados con lo que el matemático Martin Gardner llamaba "Soluciones ¡Ajá!", o Roger Nelsen denominaba una demostración sin palabras.

## Descripción

Ilustración del método de Mamikon demostrando que las áreas de dos anillos con la misma longitud de cuerda son las mismas independientemente de los radios internos y externos.

Mamikon ideó su método en 1959 cuando era estudiante, primero aplicándolo a un problema de geometría conocido: determinar el área de un anillo (corona circular), dada la longitud de la cuerda tangente a la circunferencia interior. Sorprendentemente, no se necesita información adicional, la solución no depende de las dimensiones internas y externas del anillo.
El enfoque tradicional implica el álgebra y la aplicación del teorema de Pitágoras. El método de Mamikon, sin embargo, visualiza una construcción alternativa del anillo: primero se dibuja el círculo interno, luego se hace una tangente de longitud constante para recorrer la circunferencia, "barriendo" el anillo a medida que avanza.
Ahora bien, si todas las tangentes (de longitud constante) utilizadas en la construcción del anillo se trasladan para que sus puntos de tangencia coincidan, el resultado es un disco circular de radio conocido (y área fácilmente calculable). De hecho, dado que el radio del círculo interno es irrelevante, se podría haber comenzado con un círculo de radio cero (un punto) y barrer un círculo alrededor de un círculo de radio cero, lo que es indistinguible de simplemente rotar un segmento de línea alrededor de uno de sus puntos finales y barrer un círculo.
La idea de Mamikon era reconocer la equivalencia de las dos construcciones; y dado que son equivalentes, deben poseer áreas iguales. Además, siempre que la longitud de la tangente sea constante, las dos curvas de partida no necesitan ser circulares, un hallazgo que no se prueba fácilmente con métodos geométricos más tradicionales. De aquí se deduce el Teorema de Mamikon:
El área de un barrido tangente es igual al área de su agregado tangente, independientemente de la forma de la curva original.

## Aplicaciones
Tom Apostol ha elaborado una introducción al tema muy inteligible, en la que demuestra que los problemas de determinar el área de una cicloide y de una tractriz pueden ser resueltos por estudiantes muy jóvenes. "Además, el nuevo método también resuelve algunos problemas sin solución por métodos de cálculo y permite muchas generalizaciones impensables aún desconocidas en matemáticas". También menciona que combinar el método de Mamikon con la solución geométrica produce una nueva prueba del Teorema de Pitágoras. Las soluciones a muchos otros problemas aparecen en el sitio web de Mamikon dedicado al Cálculo Visual.

### Área de una cicloide

Cálculo del área de una cicloide utilizando el teorema de Mamikon.

El área de una cicloide se puede calcular considerando el área entre la propia cicloide y el rectángulo circundante. Estas tangentes se pueden agrupar para formar un círculo. Si la circunferencia que genera la cicloide tiene radio r, este círculo también tiene radio r y área πr2. El área del rectángulo es {\displaystyle 2r\times 2\pi r=4\pi r^{2}}. Por lo tanto, el área de la cicloide es {\displaystyle 3\pi r^{2}}: es 3 veces el área de la circunferencia generadora.
El grupo de tangentes puede verse como un círculo porque la cicloide se genera mediante una circunferencia y cada tangente a la cicloide forma un ángulo recto con la línea desde el punto de generación hasta el punto de giro. Por lo tanto, la tangente y la línea al punto de contacto forman un triángulo rectángulo en el círculo generador. Esto significa que agrupadas juntas, las tangentes describirán la forma del círculo generador.